# Society for Women in Philosophy
De Society for Women in Philosophy (SWIP) is een organisatie die in 1972 in de Verenigde Staten werd opgericht om vrouwen in de filosofie te ondersteunen en te promoten. Sindsdien zijn er wereldwijd vertakkingen ontstaan, onder andere in Canada, Ierland, het Verenigd Koninkrijk, Nederland, Vlaanderen en Duitsland. Wereldwijd houden SWIP-organisaties bijeenkomsten en lezingen ter ondersteuning van vrouwen in de filosofie. SWIPshop doet dit bijvoorbeeld door zich met name op feministische filosofie te richten; terwijl een andere tak, de SWIP-Analytic, zich richt op vrouwelijke filosofen die in andere gebieden werkzaam zijn. Eén van de stichtende leden van de Society for Women in Philosophy was Alison Jaggar; in de VS was zij ook een van de eersten die feministische belangen in de filosofie introduceerde. Elk jaar wordt een filosofe door de Society for Women in Philosophy uitgeroepen tot Distinguished Woman Philosopher of the Year.

## Archief
In eerste instantie waren sommige gearchiveerde SWIP-documenten ondergebracht in de Sophia Smith-collectie in de bibliotheek van Smith College (in 1982 gestart door Kathy Pyne Parsons Addelson na de 10e verjaardag van SWIP). Het officiële SWIP-archief zal nu permanent worden ondergebracht in het Feminist Theory Archive (FTA), Pembroke Center, Brown University. Het nieuwe SWIP-huis is het resultaat van de inspanningen van het Feminist Philosophy Archive Project (FPAP), een project dat in juni 2013 werd begonnen en eindigde in juli 2014. Het hoofddoel van het FPAP (bestaande uit de filosofen Joan Callahan, Ann Garry, Alison Jaggar, Sandra Harding, Christina Rawls en Samantha Noll) was het vinden en organiseren van het best mogelijke professionele archief, voor het bewaren van meer dan vier decennia aan SWIP-documenten. In december 2014 kende de American Philosophical Association (APA) financiële steun toe aan het FTA, SWIP en het organisatieteam van de FPAP om te helpen bij de verwerking en het behoud van gedoneerd SWIP-materiaal.

## Takken
- In 1993 werd NYSWIP opgericht en gevestigd in New York. Het heeft als doel het onderzoek van vrouwelijke filosofen te laten zien. Daartoe organiseert het de Sue Weinberg Lecture Series, SWIPshop en SWIP-Analytic.[7][8]
- P-SWIP is een tak van SWIP in de Amerikaanse Stille Oceaan.[9]
- CSWIP is een tak van SWIP in Canada.[10]
- SWIP Ireland is een filiaal van SWIP in Ierland.[11]
- SWIP UK is een vestiging van SWIP in het Verenigd Koninkrijk . SWIP UK is een organisatie van Britse studenten en professionals in de filosofie.[12]
- SWIP.NL is de Nederlandse tak van SWIP en ondersteunt vrouwen in de filosofie in Nederland en Vlaanderen.[13]
- SWIP Duitsland is de Duitstalige tak van SWIP en wil "de gelijke behandeling van vrouwen en gendergelijkheid in de filosofie bevorderen".[14]
- SWIP CH is de Zwitserse tak van SWIP en ondersteunt vrouwen in de filosofie in Zwitserland. Het is "een non-profitorganisatie met als doel de bestrijding van genderongelijkheid op het gebied van filosofie".[15]

## Ontwikkelingen
In de jaren tachtig stuitte Mary Ellen Waithe (destijds een afgestudeerde student aan het City University of New York Graduate Center, en heden ten dage professor in de filosofie en interim-directeur van Women's Studies aan de Cleveland State University) "op een verwijzing naar een tekst van Aegidius Menagius, Historia Mullierum Philosopharum, gepubliceerd in 1690 en 1692. [Waithe] had tot dan toe nog nooit gehoord van vrouwelijke filosofen van vóór de twintigste eeuw, met uitzondering van koningin Christina van Zweden, bekend als de studente van Descartes, en Hildegard von Bingen, die in de twaalfde eeuw leefde."  Nadat ze een exemplaar van Menagius' Historia Mullierum Philosopharum had bemachtigd, ontdekte ze dat "veel van de vrouwen die [Menagius] vermeldde als filosofen, in werkelijkheid astronomen, astrologen, gynaecologen of gewoon familieleden van mannelijke filosofen waren. Niettemin was deze lijst van zogenaamde vrouwelijke filosofen indrukwekkend."  Ze besloot vervolgens om "een team van experts samen te stellen om mee te collaboreren. . . Ik plaatste een oproep in de SWIP nieuwsbrief en kreeg een half dozijn reacties van filosofen". Dit project leidde tot de publicatie van de boekenreeks A History of Women Philosophers. Deze werd gepubliceerd tussen 1987 en 1995, en bestaat uit de volgende delen:
- Volume I, Ancient Women Philosophers (1987) 600 BC-500 AD, Aspasia van Miletus, Diotima van Mantinea, Julia Domna, Makrina en Hypatia van Alexandrië.[16]
- Volume II, Medieval, Renaissance and Enlightenment Women Philosophers (1989) 500 tot en met 1600, Hildegard van Bingen, Heloise, Mechtild van Magdeburg, Julian van Norwich, Catharina van Siena en anderen.[17]
- Volume III, Modern Women Philosophers (1991) 1600 tot en met 1900, Margaret Cavendish, Kristina (koningin van  Zweden), Anne Finch (Viscountess Conway), Sor Juana, Mary Wollstonecraft, Harriet Hardy Taylor Mill en tientallen anderen.[18]
- Volume IV, Contemporary Women Philosophers (1995) 1900 tot heden, Lady Welby Victoria, Charlotte Perkins Gilman, Lou Salome, L. Susan Stebbing, Edith Stein, Ayn Rand, Hannah Arendt, Edith Stein, Simone Weil en vele anderen.[19]

Tijdens de conferentie van de Canadese SWIP in 2002 beweerde Dr. Nancy Tuana dat de clitoris volgens de evolutietheorie niet nodig zou zijn bij de voortplanting, en dat deze daarom 'historisch genegeerd' is. Dit zou volgens Tuana vooral te maken hebben met "(...) een angst voor plezier. Plezier wordt gescheiden van reproductie. Dat is de angst". Ze redeneerde dat deze angst de oorzaak is van de onwetendheid die de vrouwelijke seksualiteit versluiert. De dominante theorie, verdedigd door Stephen Jay Gould, suggereert dat spiersamentrekkingen geassocieerd met orgasmen sperma uit de vagina naar de baarmoederhals trekken, waar het in een betere positie is om het ei te bereiken. Het voorstel van Dr. Tuana daagde de visie uit die eerder door mannelijke biologen was aanvaard.